# Rod Carew
Rodney Cline Carew (ur. 1 października 1945) – amerykański baseballista pochodzenia panamskiego, który występował na pozycji pierwszobazowego i drugobazowego przez 19 sezonów w Major League Baseball.
Carew podpisał kontrakt jako wolny agent z Minnesota Twins w czerwcu 1964 roku i początkowo występował w klubach farmerskich tego zespołu, między innymi w Orlando Twins i Wilson Tobs. W MLB zadebiutował 11 kwietnia 1967 w meczu przeciwko Baltimore Orioles, w którym zaliczył dwa uderzenia na cztery podejścia. W sezonie 1967 został wybrany najlepszym debiutantem i po raz pierwszy w karierze wystąpił w Meczu Gwiazd.
W sezonie 1977 miał najlepszą w lidze średniej uderzeń 0,388 (w sumie zwyciężał w tej klasyfikacji siedmiokrotnie w latach 1969, 1972–1975, 1977–1978), najwięcej zdobytych runów (128), uderzeń (239) i triple'ów (16), najlepszy on-base percentage (0,449), drugi w lidze slugging percentage (0,570), trzeci pod względem zdobytych double'ów (38) i został wybrany MVP American League.
W lutym 1979 w ramach wymiany przeszedł do California Angels. 4 sierpnia 1985 w meczu przeciwko Minnesota Twins zaliczył 3000. uderzenie w karierze. Po raz ostatni wystąpił 5 października 1985. Po zakończeniu kariery był między innymi trenerem pałkarzy w California Angels i Milwaukee Brewers. W 1991 został wybrany do Galerii Sław Baseballu.
| Nagroda/wyróżnienie           | Lata | Źródło |
| MVP American League           | 1977 | [ 6 ]  |
| 18× All-Star                  | 1967, 1968, 1969, 1970, 1971, 1972, 1973, 1974, 1975 1976, 1977, 1978, 1979, 1980, 1981, 1982, 1983, 1984 | [ 11 ] |
| AL Rookie of the Year Award   | 1967 | [ 5 ]  |
| Roberto Clemente Award        | 1977 | [ 12 ] |
| Baseball Hall of Fame         | od 1991                                                                                                   | [ 10 ] |
| # 29 zastrzeżony przez Angels | 1986 | [ 13 ] |
| # 29 zastrzeżony przez Twins  | 1987 | [ 14 ] |